# تهاني أبو دقة
تهاني سليمان محمد أبو دقة (أم خالد؛ وُلدت في 22 يوليو 1960 في عبسان الكبيرة) فلسطينية شغلت منصب وزيرة وزارة الشباب والرياضة الفلسطينية ضمن حكومة سلام فياض الأولى بين عامي 2007–2009، كما كُلفت بتسيير أعمال وزارة الثقافة الفلسطينية في عام 2008 بعد استقالة وزيرها إبراهيم أبراش.